# Дилян Хубанов
Дилян Христов Хубанов е съвременен български скулптор и педагог.

## Биография
Роден е на 4 март 1959 г. Завършва специалност „Скулптура“ във Великотърновския университет през 1984 в класа на професор Ненко Маров. Живее и работи в град Русе и село Писанец.
Работи като преподавател по скулптура в Русе и е учител по изобразително изкуство в СУЕЕ „Св. Константин-Кирил Философ“, Русе.
От 1984 г. насам е реализирал десетки самостоятелни и групови изложби. Дилян Хубанов е носител на множество национални и международни награди. Неговото творчество се радва на широко обществено признание. Негови скулптури са притежание на малки и големи галерии в България, Белгия, Франция, Германия и други страни. Често използва материали като бронз и мрамор.
През 2002 реализира паметник на Слави Калчев в градския стадион на Русе. По-късно в творческия му архив се включват паметниците на загиналите през войните в селата Писанец, Белцов, Джулюница и Ценово, както и паметна плоча на Елиас Канети в гр. Русе.
През 2009 година по повод 50-годишнината му в Русе се открива ретроспективна изложба.